# Mycalesis deocellata
Mycalesis deocellata är en fjärilsart som beskrevs av Clayton Dissinger Mell 1942. Mycalesis deocellata ingår i släktet Mycalesis och familjen praktfjärilar. Inga underarter finns listade i Catalogue of Life.